# Puffinus heinrothi
Puffinus heinrothi là một loài chim trong họ Procellariidae.